# بورنا (کنتاکی)
بورنا (به انگلیسی: Burna) یک منطقهٔ مسکونی در ایالات متحده آمریکا است که در شهرستان لیوینگستون، کنتاکی واقع شده‌است. بورنا ۱۶۷٫۰۳ متر بالاتر از سطح دریا واقع شده‌است.